# Faun
 For alternative betydninger, se Faun (flertydig). (Se også artikler, som begynder med Faun)
Faun er den romerske mytologis svar på den græske satyr. Satyrer og fauner er skovånder, som ligner mennesker fra livet og op, bortset fra de spidse ører og små horn i panden, men har i øvrigt også behårede gedebukkeben og klove. De kan rigtig godt lide musik og dans og er oftest ufarlige for mennesker. Deres yndlingsbeskæftigelse er at jage nymfer, som de lokker til med deres musik, og de kan også lokke halvblods nymfer til sig. Satyrer og fauner nedstammer fra den græske gud Pan.